# Типикану
Типикану (на английски: Tippecanoe River) е река в северна Индиана, Съединените американски щати.
Реката е дълга 293 км, тя изтича от Биг Лейк в окръг Нобъл и се влива в Уобаш в района на Батъл Граунд, на около 20 км североизточно от Лафайет. Името „Типикану“ идва от езика маями – илинойс „kiteepihkwana (китиипикуана)“.
Типикану захранва 88 естествени езера и има водосборен басейн от 5100 км2, който обхваща 14 окръга в Индиана. Много малко потоци в горната част на Средния Запад като Типикану поддържат голямо разнообразие от застрашени видове.
Организацията „Охрана на природата“ я набеляза като една от десетте реки в САЩ, която трябва да се спаси заради екологичното разнообразие и високия дял на застрашени от изчезване видове, които са намерени в нея.

## Течение
От езерото Типикану в окръг Косцюшко, реката тече на юг и на запад през югоизточния ъгъл на окръг Маршал, след това завива на северозапад през северната част на окръг Фултън, след това през североизточния ъгъл на окръг Пуласки, на юг през централната му част, където преминава през щатския парк Река Типикану. След това тя навлиза в окръг Уайт, където язовири формират езерата Фриймън и Шефър. Реката излиза от езерото Фриймън от юг и преминава през западната част на окръг Керъл до окръг Типикану, където се присъединява към Уобаш

## История
Битката при Типикану, в която губернатор Уилям Хенри Харисън печели срещу индианската конфедерация на Текумзе се води близо до южния бряг на реката, в непосредствена близост до модерния град Лафайет.